# 2015 Kachuevskaya
2015 Kachuevskaya è un asteroide della fascia principale. Scoperto nel 1972, presenta un'orbita caratterizzata da un semiasse maggiore pari a 2,3356370 UA e da un'eccentricità di 0,1042396, inclinata di 11,91148° rispetto all'eclittica.
Il nome deriva dalla soldatessa russa Natasha Kachuevskaya.